# 云南警官学院
云南警官学院，是云南省的一所公安院校，位于云南省昆明市五华区教场北路249号。

## 历史沿革
1950年3月，昆明市军管会公安部派出军事代表，接管了原民国政府云南省警察学校，调派干部，成立昆明市军管会公安部公安学校。同年8月，改名云南省公安厅公安学校，刘子毅兼校长。校址在昆明市文林街民国警察忠烈祠（今云师大实验中学校址）。担负全省新招公安干警和在职干警的训练任务。1957年，并入云南省政法干部学校，设公安教研室，继续担负全省新招和在职干警的训练任务。校址迁至昆明市东风东路（今云南电视机厂）。在“文化大革命”中停办。
1972年，云南省革委会拨出专款200万元，在昆明市北郊殷家箐征用土地，重建云南省政法干部学校，由省人保组领导。1973年，省公安局成立后，由省公安局代管。1978年8月，经中共云南省委、省革委会批准，设立全日制普通中等专业班，即公安中专班。面向全省每年招收高中毕业生300名，学制2年；同时，担负在职干警的训练任务，改称云南省公安学校，隶属省公安局。1981年7月，根据国务院有关主管部门关于将各省、市、自治区公安中专班改为中等专业学校性质的人民警察学校的联合通知，经省政府批准，成立云南省人民警察学校，与云南省公安学校为一套教学班子。1978-1986年，共毕业中专学生1950名，分配到全省公安机关。
1984年4月27日，经省政府和原教育部批准，在原云南省人民警察学校的基础上建立云南公安专科学校。每年定向招生300名，统考录取。学制3年。设侦查、治安、交通管理、公安科技等专业。1984年10月10日，首届开学。1988年起，开办少数民族预科班，每年招生50名。在进行正规学历教育的同时，还承担在职干警的培训任务。
2003年4月，教育部批准云南公安高等专科学校升格为本科院校，更名为云南警官学院。

## 院系设置
学院设有6个党政管理部门，设有侦查系、治安系、禁毒系、刑事科学技术系、计算机科学技术系、法律系、马列部、基础部、职业与继续教育学院等9个教学部门和学生处等8个正处级学生管理机构。现设有19个本科专业。建设有1个省级重点学科、1个省级重点建设专业、3个省（部）级重点实验室。